# Isolotti grossetani
Isolotto di Porto Ercole e Argentarola, sono un'area protetta della provincia di Grosseto, in Toscana. Insieme al Monte Argentario costituiscono una zona di protezione speciale (ZPS): il livello di antropizzazione degli isolotti è molto scarso, in particolare all'isola Argentarola è praticamente nullo. Sono importanti isolotti grossetani, sito di interesse regionale (SIR), di cui in senso lato fanno parte anche Punta Ala e isolotto dello Sparviero e Formica di Burano.
L'ambiente del SIR degli isolotti grossetani è caratterizzato da coste rocciose con macchie xerotermofile a dominanza di Euphorbia dendroides, particolarmente in buono stato di conservazione nell'Argentarola.

## Geomorfologia
La tipologia ambientale prevalente sono gli Isolotti rocciosi di dimensioni variabili (Formica di Burano 0,72 ha; Argentarola 1,2 ha; Isolotto dello Sparviero 1,7 ha; Isolotto di Porto Ercole 6,3 ha), più o meno prossimi alla costa (dai 300 m dell'Isolotto di Porto Ercole ai 2,75 km della Formica di Burano), a morfologia aspra con l'eccezione della Formica di Burano, che è pianeggiante. Altre tipologie ambientali rilevanti: le aree denudate, le piccole pareti rocciose, gli sporadici individui arborei (Isolotto di Porto Ercole). Presenza di una torretta nell'Isolotto dello Sparviero.

## L'area protetta
I principali elementi di criticità interni al SIR sono: 
- Notevole frequenza di natanti nelle aree circostanti gli isolotti, con sbarchi più o meno frequenti (all'Argentarola lo sbarco è interdetto), per praticare la pesca a canna o per la balneazione, con potenziali minacce dirette e indirette per gli uccelli nidificanti.
- Le cospicue colonie nidificanti di gabbiano reale impediscono l'insediamento del gabbiano corso e influenzano fortemente l'assetto vegetazionale, aumentando i livelli di biodiversità, dove la loro densità è limitata, e favorendo la diffusione delle formazioni di erbe nitrofile di scarsissimo interesse naturalistico, dove i nidi sono più numerosi (in particolare all'Isolotto dello Sparviero).
- Il notevolissimo dormitorio di cormorano della Formica di Burano ne condiziona drasticamente l'assetto vegetazionale, caratterizzato dalla dominanza di erbe nitrofile.
- Consistente popolazione di coniglio selvatico (Oryctolagus cuniculus) all'Isolotto di Porto Ercole, che potrebbe causare danni a eventuali coppie nidificanti di berte (crolli delle cavità utilizzate per la nidificazione) e potrebbe attirare cacciatori con cani sull'isolotto.
- Un recente tentativo di eradicazione del ratto nero (Rattus rattus), predatore di uova e pulcini di uccelli marini, nell'Isolotto di Porto Ercole sembra fallito (oppure la specie ha ricolonizzato rapidamente l'isolotto); il ratto potrebbe ricolonizzare spontaneamente anche l'Argentarola, dove era presente negli anni ottanta.

I principali elementi di criticità esterni al sito sono:
- Discariche costiere che favoriscono l'aumento del gabbiano reale.
- Impatto diretto e indiretto della pesca sugli uccelli marini.

I principali obiettivi di conservazione da adottare sono:
1. Conservazione degli elevati livelli di naturalità e integrità (EE).
2. Conservazione dei popolamenti di uccelli marini nidificanti, degli uccelli legati alle coste rocciose e delle forme animali endemiche (EE).

Indicazioni per le misure di conservazione: 
- Tutela degli isolotti rispetto a eventuali futuri progetti di sviluppo turistico (EE).
- Monitoraggio degli uccelli marini nidificanti e adozione delle misure eventualmente necessarie, qualora si registrassero insediamenti di colonie di gabbiano corso oppure minacce a carico della berta maggiore (EE).
- Controllo dell'eventuale ricolonizzazione da parte dei ratti dell'Argentarola (E).
- Analisi dell'impatto della pesca sugli uccelli marini e adozione delle misure eventualmente richieste (E).
- Monitoraggio degli effetti, a medio e lungo termine, delle colonie di gabbiano reale Larus cachinnans sulla vegetazione (M).
- Attivazione di un piano complessivo per la limitazione del gabbiano reale (Larus cachinnans) (M).

## Flora
Nei due satelliti dell'Argentario prevalgono le formazioni di macchia mediterranea, che sono molto diversificate e che occupano anche parte dell'Isolotto dello Sparviero; nella Formica di Burano, invece, sono dominanti cenosi di alte erbe nitrofile, che sono diffuse anche nell'Isolotto dello Sparviero. In tutti gli isolotti le porzioni costiere sono occupate dalla vegetazione discontinua delle coste rocciose. 

## Fauna
Tra gli uccelli sono presenti: il marangone dal ciuffo (Phalacrocorax aristotelis), non nidificante ma numeroso al di fuori del periodo riproduttivo (fino a 50 ind.) all'Isolotto dello Sparviero; la berta minore  (Puffinus yelkouan), di cui è accertato un caso di nidificazione negli anni novanta all'Argentarola; la berta maggiore (Calonectris diomedea), nidificante all'Argentarola, con una delle 3-4 maggiori colonie della Toscana; il gabbiano corso (Larus audouinii), frequente in mare in prossimità degli isolotti, non sono mai stati registrati indizi di nidificazione. Varie specie rare di uccelli nidificanti legate alle falesie indisturbate. La Formica di Burano e l'Isolotto dello Sparviero sono utilizzati come dormitorio, nel periodo invernale, da cospicui contingenti di cormorano (Phalacrocorax carbo), rispettivamente fino a 2000 ind., alla Formica di Burano, e fino a 160 ind., all'Isolotto dello Sparviero.
Presenza di alcune forme endemiche o comunque di interesse biogeografico (ad esempio, forme morfologicamente distinte di lucertole, precedentemente classificate come sottospecie).